# 프랑스 황태자 나폴레옹
나폴레옹 외젠 루이 장 조제프(프랑스어: Napoléon Eugène Louis Jean Joseph, 1856년 3월 16일 ~ 1879년 6월 1일)은 프랑스 보나파르트 왕가 출신으로 프랑스의 최후의 황태자였고 나폴레옹 4세로 불렸다. 나폴레옹 3세의 외아들이다.
1856년 황태자 (프랑스어: Prince impérial 프랭스 앵페리알[*])에 책봉되었으나 1870년에 부황 나폴레옹 3세가 퇴위하면서 황태자직을 박탈당하였다. 1873년부터는 명목상의 황제(황위 요구자)였다. 1876년에 영국 육군 소속으로 영국-줄루 전쟁에 종군하였다가 전사하였고, 줄루족의 전통적인 장례에 의해, 시신이 형체를 알아볼 수 없게 훼손되었다.
그의 죽음으로 나폴레옹 황실의 가계는 단절되었다. 황태자의 사망으로 5촌 당숙이자 제롬과 카타리나의 둘째아들인 나폴레옹 조제프 샤를 폴 보나파르트(일명 플롱플롱)가 보나파르트 황실의 수장이 되었어야 하나 그를 싫어한 나폴레옹 황태자는 유언장에 자신의 후계자로 나폴레옹 조제프의 장남인 나폴레옹 빅토르를 지명하였다. 따라서 황실의 수장은 나폴레옹 빅토르가 되었으며, 그는 지지자들에게 나폴레옹 5세로 불린다.

## 같이 보기
- 나폴레옹 1세
- 나폴레옹 2세
- 나폴레옹 3세
- 나폴레옹 조제프 샤를 폴 보나파르트

| 전임 루이 19세 | 프랑스 황태자 1856년 3월 16일 ~ 1870년 9월 4일 | 후임 작위 소멸 원인 : 공화정 선포 |